# 12-Stunden-Rennen von Sebring 1971

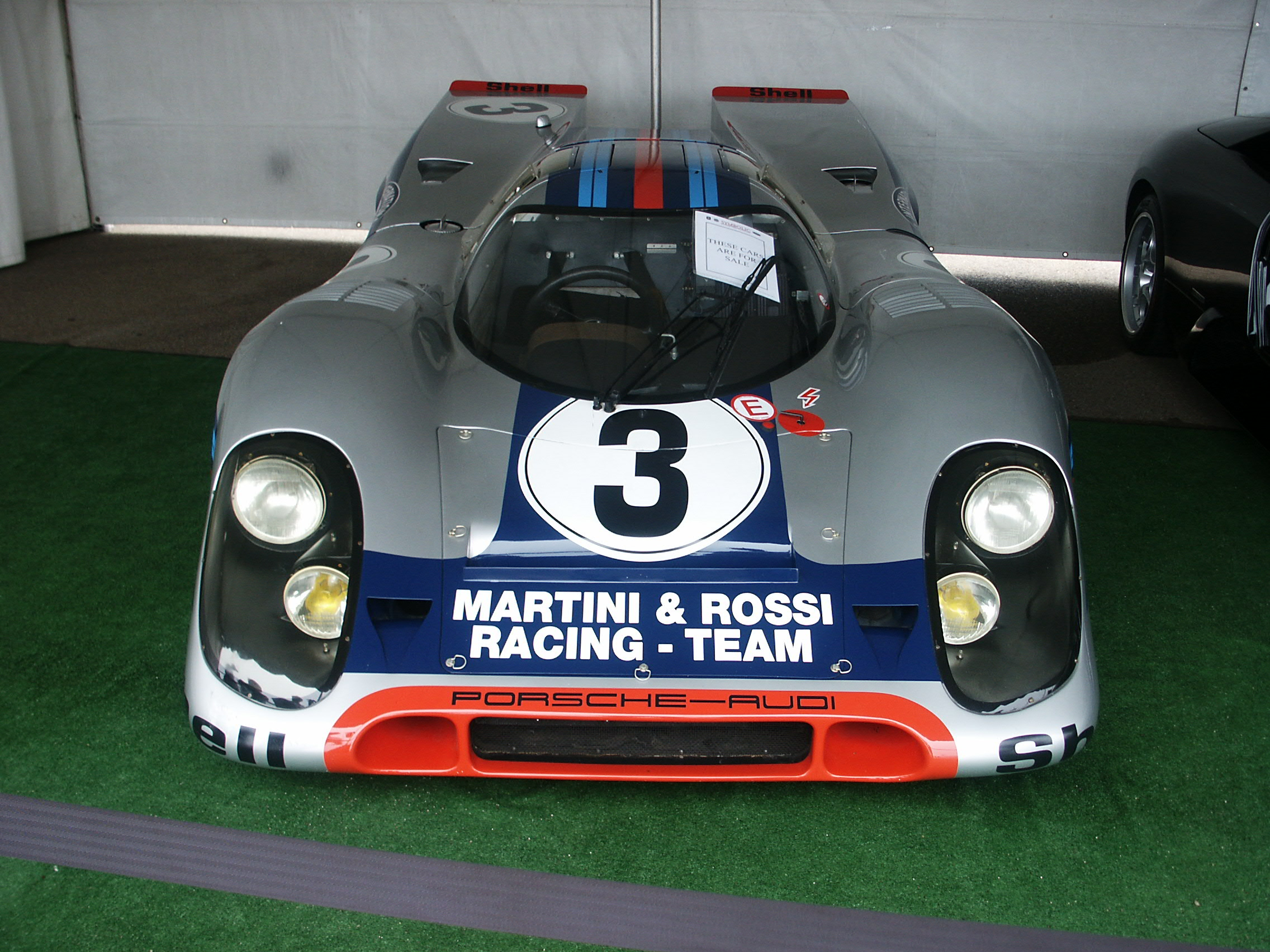
Der Porsche 917K mit der Startnummer 3; Siegerwagen von Vic Elford und Gérard Larrousse

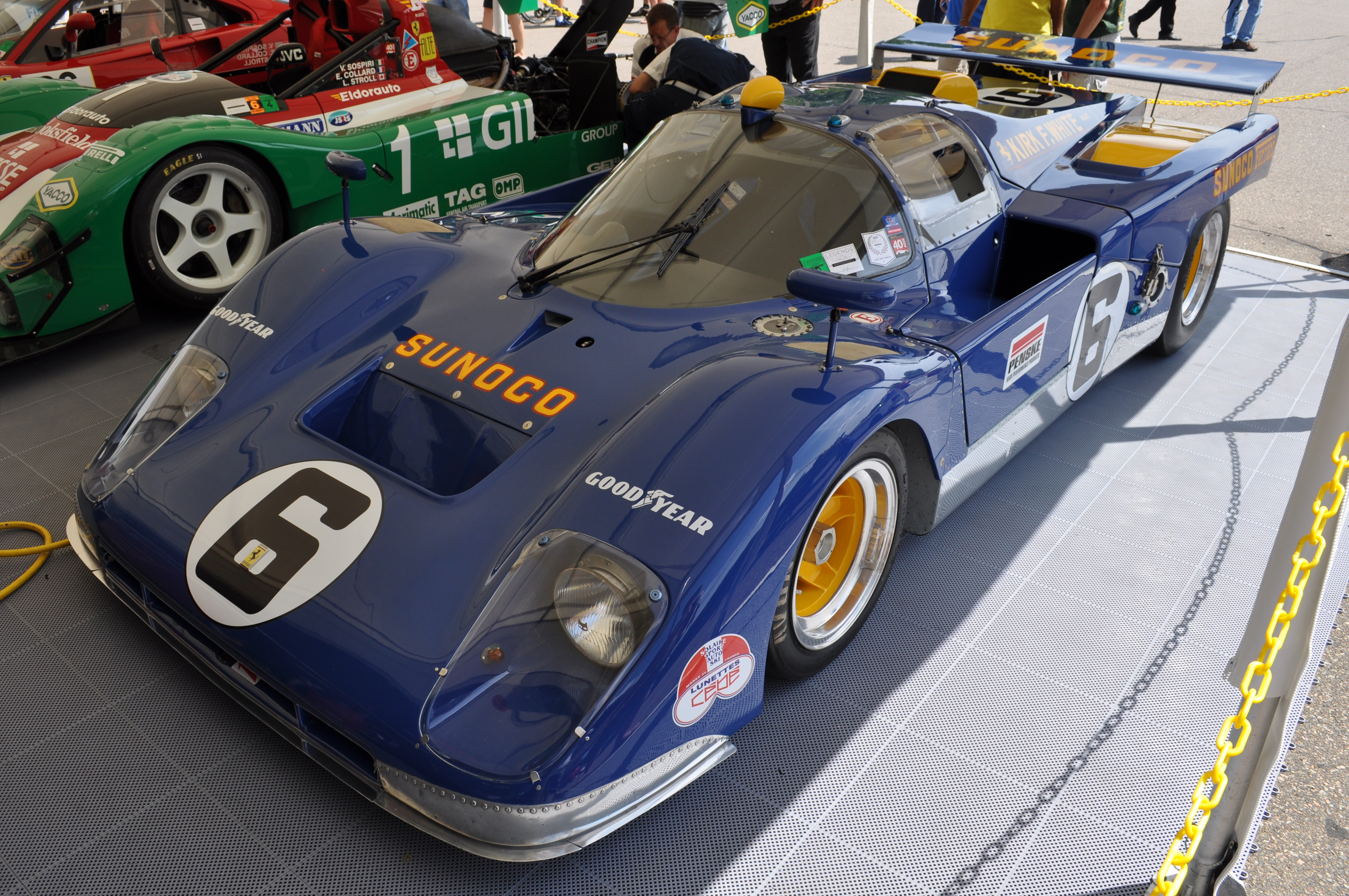
Der Penske-Racing-Ferrari 512M mit dem Mark Donohue und David Hobbs an die sechste Stelle der Gesamtwertung fuhren

Das 19. 12-Stunden-Rennen von Sebring, auch 12 Hours of Sebring, Sebring, fand am 20. März 1971 auf dem Sebring International Raceway statt und war der dritte Wertungslauf der Sportwagen-Weltmeisterschaft dieses Jahres.

## Das Rennen
Schon 1970 war absehbar, dass sich das 12-Stunden-Rennen in seiner bisherigen Form nur mehr schwer durchführen ließ. Wie in den Jahren zuvor beanstandeten die Funktionäre des Internationalen Motorsportverbandes die mangelnden Sicherheitseinrichtungen an der Rennstrecke. Aber Veranstalter Alec Ulmann hatte kaum Möglichkeiten der Verbesserung. Er mietete die Rennstrecke jedes Jahr vom Eigentümer des Flughafens, auf dem sich die Rennbahn befand, und konnte Anpassungen nur schwer durchsetzten. Der Plan, eine neue Rennstrecke zu bauen, blieb im Stadium der Entwürfe, da ein Bau für ihn nicht finanzierbar war. Ulmann musste zur Kenntnis nehmen, dass sich der Sportwagensport seit dem Beginn des Rennens vor neunzehn Jahren grundlegend geändert hatte. Da die Rennwagen immer schneller wurden, stiegen auch die Sicherheitsbedürfnisse. Dennoch erhielt das Rennen im Winter 1970/71 wieder den Status eines Weltmeisterschaftslaufs.
Wie im Jahr davor fand die Auseinandersetzung um den Sieg zwischen den Marken Porsche und Ferrari statt, die nach Aus- und Unfällen der beiden schnellsten Ferraris – dem Werkes-312PB und dem Penske-Racing-512M – mit einem Sieg des Porsche 917K von Vic Elford und Gérard Larrousse endete.

## Ergebnisse

### Schlussklassement
| 1                  | S        | 3  | Martini & Rossi Racing                   | Vic Elford Gérard Larrousse                         | Porsche 917K       | 260 |
| 2                  | P 3.0    | 33 | Autodelta S.p.a.                         | Nanni Galli Rolf Stommelen                          | Alfa Romeo T33/3   | 257 |
| 3                  | P 3.0    | 32 | Autodelta S.p.a                          | Andrea de Adamich Henri Pescarolo Nino Vaccarella   | Alfa Romeo T33/3   | 248 |
| 4                  | S        | 2  | J. W. Automotive Engineering Ltd.        | Pedro Rodríguez Jackie Oliver                       | Porsche 917K       | 248 |
| 5                  | S        | 1  | J. W. Automotive Engineering Ltd.        | Joseph Siffert Derek Bell                           | Porsche 917K       | 244 |
| 6                  | S        | 6  | Penske White Racing                      | Mark Donohue David Hobbs                            | Ferrari 512M       | 243 |
| 7                  | GT + 2.5 | 48 | John Greenwood                           | John Greenwood Dick Smothers                        | Chevrolet Corvette | 218 |
| 8                  | P 3.0    | 21 | North American Racing Team               | Luigi Chinetti junior George Eaton                  | Ferrari 312P/71    | 213 |
| 9                  | GT 2.5   | 31 | Locke Lake Colony & Waterville Estates   | Jim Locke Bert Everett                              | Porsche 911T       | 203 |
| 10                 | GT + 2.5 | 57 | Dave Heinz Racing Inc.                   | Dave Heinz Robert Johnson Or Costanzo               | Chevrolet Corvette | 199 |
| 11                 | T 2.5    | 39 | K&T Enterprises                          | Ash Tisdelle Peter Kirill                           | Porsche 911S       | 199 |
| 12                 | S        | 24 | North American Racing Team               | Harley Cluxton Bob Grossman                         | Ferrari 365 GTB/4  | 195 |
| 13                 | T + 2.5  | 47 | Bruce Behrens Racing                     | John Tremblay Bill McDill                           | Chevrolet Camaro   | 193 |
| 14                 | GT 2.5   | 59 | Brumos Porsche Audi Corp.                | Peter Gregg Hurley Haywood                          | Porsche 914/6      | 192 |
| 15                 | T + 2.5  | 89 | Houghton Smith                           | Bert Gafford Houghton Smith                         | Chevrolet Camaro   | 191 |
| 16                 | GT 2.5   | 81 | Ray Walle Ent. Inc.                      | Ray Walle Tom Davey Tom Reddy                       | Porsche 911S       | 187 |
| 17                 | GT 2.5   | 5  | Jacques Duval                            | Jacques Duval George Nicholas Bob Bailey            | Porsche 914/6      | 187 |
| 18                 | T + 2.5  | 19 | Tom Ciccone                              | Tom Ciccone Len Greenhalgh Dick Roberts             | Chevrolet Camaro   | 183 |
| 19                 | T + 2.5  | 19 | Boykin Auto Repair                       | C. C. Canada Bob Christiansen                       | Chevrolet Camaro   | 183 |
| 20                 | GT 2.5   | 40 | Bozzani Porsche Inc.                     | John Hotchkis Robert Kirby                          | Porsche 911S       | 180 |
| 21                 | GT 2.5   | 60 | Wheel Sport Ent.                         | Michael Walker Daryl Springer                       | Porsche 911S       | 176 |
| 22                 | T + 2.5  | 52 | Bob Mitchell                             | Bob Mitchell Charlie Kemp                           | Chevrolet Camaro   | 158 |
| 23                 | T 2.5    | 84 | Del Taylor                               | Ron Goldleaf Del Russo Taylor Bob Wheat             | Alfa Romeo GTV     | 148 |
| 24                 | T + 2.5  | 63 | Preston Hood Chevrolet                   | John Elliott Don Gwynne                             | Chevrolet Camaro   | 142 |
| Nicht klassiert    |          |    |                                          |                                                     |                    |     |
| 25                 | S        | 74 | Mervin Rosen                             | Merv Rosen Dick Jacobs                              | Porsche 906        | 172 |
| 26                 | GT + 2.5 | 11 | Troy Promotions Inc.                     | Donald Yenko Tony DeLorenzo Jerry Thompson          | Chevrolet Corvette | 150 |
| 27                 | P 2.0    | 17 | Ring-Free Oil Racing Team                | Tom Fraser Charles Reynolds Jean Sage Clive Baker   | Chevron B16        | 141 |
| 28                 | T + 2.5  | 42 | Garcia Racing                            | Luis Sereix Javier Garcia Ralph Noseda              | Chevrolet Camaro   | 133 |
| 29                 | GT 2.5   | 29 | Ralph Meaney Inc.                        | Stephen Behr Charles Conrad John Buffum             | Porsche 914/6      | 112 |
| 30                 | T + 2.5  | 66 | Performance Automobile                   | Richard Small Robert Fordyce                        | Chevrolet Camaro   | 111 |
| Ausgefallen        |          |    |                                          |                                                     |                    |     |
| 31                 | S        | 74 | Ralph Meaney Inc.                        | Ralph Meaney Gary Wright Forry Laucks               | Porsche 914/6      | 187 |
| 32                 | S        | 22 | North American Racing Team               | Peter Revson Swede Savage                           | Ferrari 512M       | 169 |
| 33                 | S        | 58 | Nationwide Food Brokers Racing Team      | Mike Rahal Werner Frank Hugh Wise                   | Porsche 906        | 167 |
| 34                 | P 2.0    | 61 | Promotional Advertising Corp.            | Hugh Kleinpeter Tony Belcher                        | Lola T210          | 161 |
| 35                 | T + 2.5  | 88 | S-Car-Go-Racing                          | John Oliver John Maynard Peter Flanagan             | Chevrolet Camaro   | 131 |
| 36                 | P 3.0    | 25 | Ferrari Automobili                       | Mario Andretti Jacky Ickx                           | Ferrari 312PB      | 117 |
| 37                 | S        | 23 | North American Racing Team               | Ronnie Bucknum Sam Posey                            | Ferrari 512S       | 114 |
| 38                 | P 2.0    | 16 | Ring-Free Oil Racing Team                | Bobby Rinzler Clive Baker                           | Chevron B16        | 113 |
| 39                 | GT + 2.5 | 86 | Cliff Gottlob                            | Cliff Gottlob Ed Lowther                            | Chevrolet Corvette | 108 |
| 40                 | T + 2.5  | 43 | Garcia Racing                            | Manuel Garcia Santiago Gonzalez Norberto Mastandrea | Chevrolet Chevy II | 103 |
| 41                 | T + 2.5  | 44 | Reventlow-Pettey Automobiles             | Paul Pettey Tom Dutton                              | Ford Mustang       | 95  |
| 42                 | T + 2.5  | 38 | John Belperche                           | Manuel Quintana John Belperche Reinaldo Almeida     | Shelby GT500       | 76  |
| 43                 | T + 2.5  | 35 | Collins-Wilson Racing Ent.               | Larry Wilson Vincent Collins                        | Chevrolet Camaro   | 64  |
| 44                 | P 2.0    | 54 | Automobiles of Italy Inc.                | Anatoly Arutunoff Bill Pryor Brian Goellnicht       | Abarth 2000SP      | 61  |
| 45                 | T + 2.5  | 71 | Takondo Racing                           | Vince Gimondo Chuck Dietrich                        | Chevrolet Camaro   | 61  |
| 46                 | P 2.0    | 56 | Joseph Greger                            | Joseph Greger Hans-Dieter Weigel                    | Porsche 907        | 53  |
| 47                 | GT + 2.5 | 50 | John Greenwood                           | Allan Barker Gene Harrington                        | Chevrolet Corvette | 50  |
| 48                 | GT + 2.5 | 12 | Troy Promotions Inc.                     | Jerry Thompson John Mahler                          | Chevrolet Corvette | 42  |
| 49                 | T + 2.5  | 46 | Sebring Racing Inc.                      | Bob Gray Terry Keller Len Magner                    | Ford Mustang       | 39  |
| 50                 | GT 2.5   | 52 | Waldron Motors Racing Team               | Ben Scott Lowell Lanier Dave Houser                 | MGB                | 35  |
| 51                 | S        | 20 | Young American Racing Team               | Masten Gregory Gregg Young                          | Ferrari 512M       | 29  |
| 52                 | P 3.0    | 34 | Autodelta S.p.a.                         | Nino Vaccarella Toine Hezemans                      | Alfa Romeo T33/3   | 27  |
| 53                 | GT 2.5   | 51 | Waldron Motors Racing Team               | Jim Gammon Dean Donley                              | MGB                | 25  |
| 54                 | GT 2.5   | 15 | Toad Hall Racing                         | Michael Keyser Bruce Jennings                       | Porsche 911S       | 23  |
| 55                 | S        | 26 | North American Racing Team               | Chuck Parsons David Weir                            | Ferrari 512S       | 20  |
| 56                 | T + 2.5  | 92 | B. F. Goodrich Tire Co.                  | John Cordts Don Pike                                | Chevrolet Camaro   | 6   |
| 57                 | P 2.0    | 18 | Ring-Free Oil Racing Team                | Janet Guthrie Rosemary Smith                        | Chevron B16        | 1   |
| Nicht gestartet    |          |    |                                          |                                                     |                    |     |
| 58                 | GT + 2.5 | 64 | Bob Baechle                              | Bob Baechle Robert Luebbe                           | Chevrolet Corvette | 1   |
| 59                 | S        | T  | J. W. Automotive Engineering Ltd.        | Joseph Siffert                                      | Porsche 917K       | 2   |
| Nicht qualifiziert |          |    |                                          |                                                     |                    |     |
| 60                 | GT + 2.5 | 7  | Blessing Racing Inc.                     | Mike Rand Randy Blessing                            | Shelby Cobra       | 3   |
| 61                 | GT + 2.5 | 9  | Simone Fleming                           | Paul Fleming Amos Johnson Bill Barnes               | Chevrolet Corvette | 4   |
| 62                 | T 2.5    | 53 | Marion Dickson                           | Warren Drescher Robert Luchette                     | Ford Cortina Lotus | 5   |
| 63                 | T 2.5    | 55 | Clearwater Datsun                        | Bobby Clark Ray Kessler Don Kearney                 | Datsun 510         | 6   |
| 64                 | T 2.5    | 69 | Triton Racing                            | John Howard Raymond Gage                            | Ford Escort        | 7   |
| 65                 | T 2.5    | 78 | George Sanderson                         | Ron Polimeni Robert Theall                          | Volvo 122S         | 8   |
| 66                 | T 2.5    | 80 | Jack Baldwin                             | Jack Baldwin Jerry Jacob                            | Datsun 510         | 9   |
| 67                 | T 2.5    | 83 | German Motors Inc. & Chem Air Spray Inc. | Juan Montalvo Tony Garcia Alfonso Gómez-Mena        | BMW 2002           | 10  |

1 nicht gestartet
2 Trainingswagen
3 nicht qualifiziert
4 nicht qualifiziert
5 nicht qualifiziert
6 nicht qualifiziert
7 nicht qualifiziert
8 nicht qualifiziert
9 nicht qualifiziert
10 nicht qualifiziert

### Nur in der Meldeliste
Hier finden sich Teams, Fahrer und Fahrzeuge, die ursprünglich für das Rennen gemeldet waren, aber aus den unterschiedlichsten Gründen daran nicht teilnahmen.
| Pos. | Klasse   | Nr. | Team                        | Fahrer                        | Chassis            |
| ---- | -------- | --- | --------------------------- | ----------------------------- | ------------------ |
| 68   | GT + 2.5 | 10  | Iroquois Racing Association | Bill Schumacher Bob Kiefer    | Chevrolet Corvette |
| 69   | T 2.5    | 82  | Pro-Race Inc.               | Robert Whitaker John Tunstall | Alfa Romeo GTA     |

### Klassensieger
| Klasse   | Fahrer                  | Fahrer           | Fahrzeug           | Platzierung im Gesamtklassement |
| -------- | ----------------------- | ---------------- | ------------------ | ------------------------------- |
| S        | Vic Elford              | Gérard Larrousse | Porsche 917K       | Gesamtsieg                      |
| P 3.0    | Nanni Galli             | Rolf Stommelen   | Alfa Romeo T33/3   | Rang 2                          |
| P 2.0    | kein Teilnehmer im Ziel |                  |                    |                                 |
| GT + 2.5 | John Greenwood          | Dick Smothers    | Chevrolet Corvette | Rang 7                          |
| GT 2.5   | Jim Locke               | Bert Everett     | Porsche 911T       | Rang 9                          |
| T + 2.5  | John Tremblay           | Bill McDill      | Chevrolet Camaro   | Rang 13                         |
| T 2.5    | Ash Tisdelle            | Peter Kirill     | Porsche 911S       | Rang 11                         |

### Renndaten
- Gemeldet: 69
- Gestartet: 57
- Gewertet: 24
- Rennklassen: 7
- Zuschauer: unbekannt
- Wetter am Renntag: warm und trocken
- Streckenlänge: 8,369 km
- Fahrzeit des Siegerteams: 12:01:03,770 Stunden
- Gesamtrunden des Siegerteams: 260
- Gesamtdistanz des Siegerteams: 2175,833 km
- Siegerschnitt: 181,053 km/h
- Pole Position: Mark Donohue – Ferrari 512M (#6) – 2.31.650 = 198,661 km/h
- Schnellste Rennrunde: Joseph Siffert – Porsche 917K (#1) – 2.30.460 = 200,231km/h
- Rennserie: 3. Lauf zur Sportwagen-Weltmeisterschaft 1971